# Fakultní nemocnice Brno

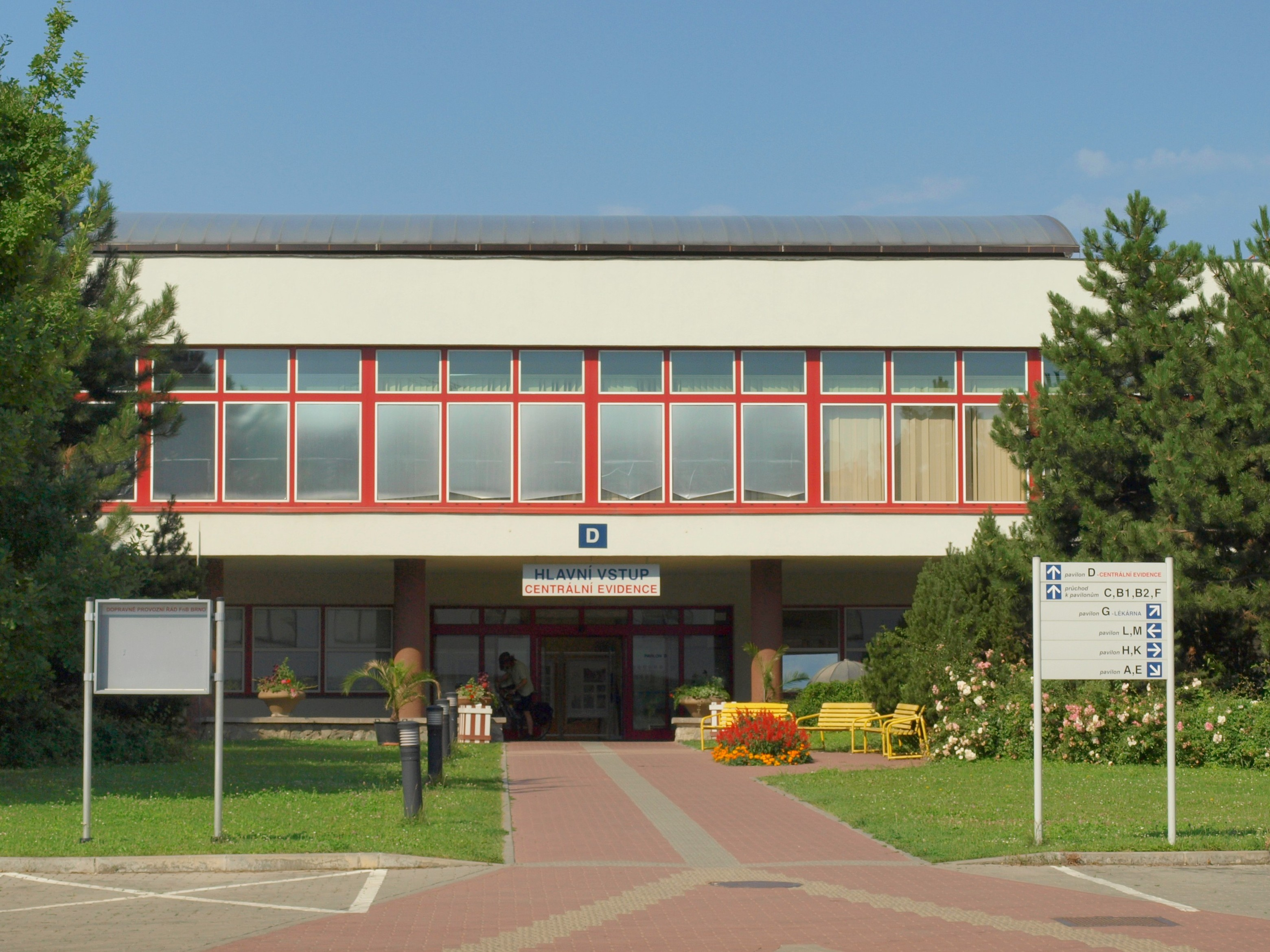
Dětská nemocnice v Černých Polích

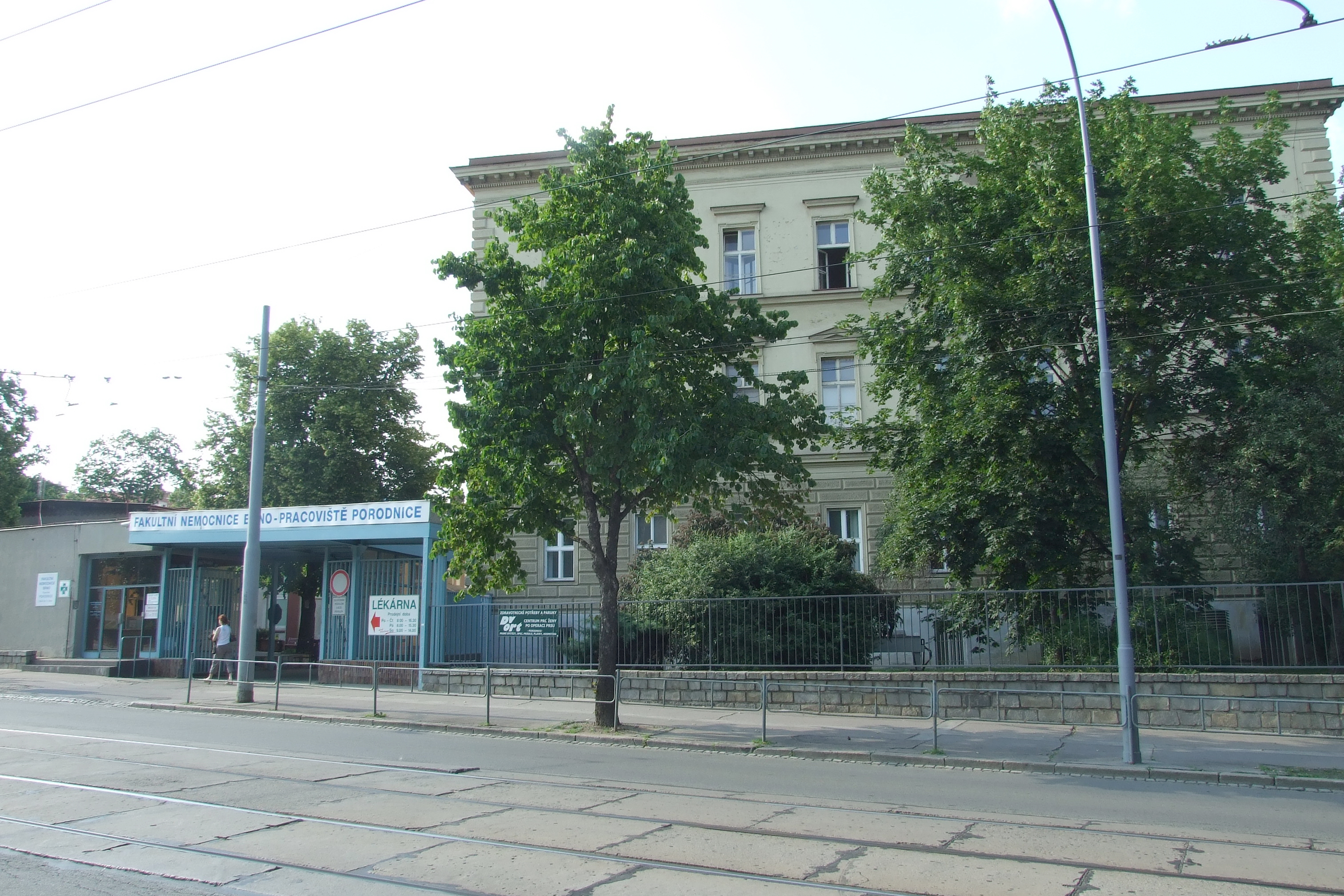
Porodnice na Obilním trhu

Fakultní nemocnice Brno (FN Brno) je zdravotnické zařízení v Brně, sídlící ve čtvrti Bohunice. FN Brno zajišťuje zdravotní péči pro obyvatele Brna a Jihomoravského kraje a pro pacienty z části krajů Vysočina, Zlínského a Olomouckého. Jako fakultní pracoviště spolupracující s Masarykovou univerzitou se krom poskytování specializované péče podílí na výuce studentů Lékařské fakulty a dalších odborných pracovníků ve zdravotnictví, postgraduálním vzdělávání a výzkumu. Lůžkovou kapacitou (2090 lůžek) a objemem poskytované zdravotní péče patří k největším zdravotnickým zařízením v České republice. V roce 2014 bylo v nemocnici ošetřeno 1 036 358 osob a bylo zde hospitalizováno 71 736 nemocných.

## Historie
Fakultní nemocnice Brno byla zřízena 1. ledna 1998 spojením tří samostatných brněnských nemocnic: Fakultní nemocnice Brno-Bohunice, Fakultní dětské nemocnice a Fakultní porodnice.

## Pracoviště

### Pracoviště medicíny dospělého věku
Pracoviště medicíny dospělého věku sídlí v hlavním areálu, rozkládajícím se v městských částech Bohunice (východní, stará zástavba) a Starý Lískovec (západní, nová zástavba, včetně výškové budovy pavilonu L).

#### Historie
Základem nemocnice byl Chorobinec města Brna otevřený roku 1934. Stavba centrální části začala v roce 1969 podle projektu architekta Spurného. Dokončena však byla až o dvacet let později. Sedmnáctipatrový lůžkový objekt, který se stal dominantou bohunické nemocnice, byl slavnostně otevřen na konci roku 1989, kdy začala pracovat většina klinik. V roce 1992 zde byl otevřen komplex centrálních operačních sálů, největší na Moravě. Další výraznější rozvoj začal po roce 2000. V roce 2001 byl dokončen Patologicko-anatomický ústav, o rok později stavba Transfuzního oddělení, v tomto roce začala i stavba ambulantního traktu a v roce 2006 byl otevřen pavilon X-Diagnosticko-terapeutické centrum. V posledním desetiletí nastal také výrazný rozvoj na pozemcích obklopujících nemocnici, vyrostl zde univerzitní kampus, kde je i zázemí teoretických ústavů Lékařské fakulty.

#### Největší kliniky
K největším klinikám patří Chirurgická klinika, Interní hematoonkologická klinika, Interní hepato-gastroenterologická klinika, Interní kardiologická klinika, Klinika anesteziologie, resuscitace a intenzivní medicíny, Klinika nemocí plicních a TBC, Klinika infekčních chorob, Neurologická klinika, Neurochirurgická klinika, Ortopedická klinika, Urologická klinika, Psychiatrická klinika. Působí zde však řada dalších menších lůžkových oddělení a ústavů.

### Pracoviště dětské medicíny
Pracoviště dětské medicíny sídlí v městské části Černá Pole se vstupem z Černopolní ulice. Starší název byl Fakultní dětská nemocnice J. G. Mendela. Její historie sahá do roku 1899, kdy byla otevřena dětská nemocnice Františka Josefa I. V roce 1953 byla pro část oddělení postavena nová budova podle návrhu Bedřicha Rozehnala. V roce 1957 se nemocnice stala Fakultní dětskou nemocnicí. Další fáze dostavby byla realizována v devadesátých letech dvacátého století.

### Pracoviště reprodukční medicíny
Vzniklo spojením gynekologicko-porodnické kliniky, která sídlí na Obilním trhu, a kliniky stejné odbornosti, která pracuje v areálu v Bohunicích.

### Další pracoviště
Do komplexu Fakultní nemocnice Brno patřila také Léčebna pro dlouhodobě nemocné v Bílovicích nad Svitavou, která ovšem byla pro špatný technický stav budovy zrušena a oblast Brna tímto krokem přišla o významnou kapacitu lůžek následné péče, a Transfúzní odběrové středisko v Třebíči.